# 江利チエミ
江利 チエミ（えり ちえみ、本名：久保 智恵美（くぼ ちえみ）、1937年〈昭和12年〉1月11日 - 1982年〈昭和57年〉2月13日）は、昭和期に活躍した日本の歌手・女優・タレント。

## 略歴

### 生い立ち
1937年（昭和12年）1月11日（月曜日）、東京市下谷区（現・東京都台東区入谷）に3男1女の末娘として生まれる。血液型はA型。
父・久保益雄は福岡県田川郡添田町の出身。独学でクラリネット奏者になったが、軍事徴用での工場の作業で指の先を痛め、以降再び独学でピアノ弾きに転向したりと、ともかく「音楽センス」の素晴らしい人だったと言われており、智恵美が生まれた頃は船のバンドマスター、吉本興業に所属していた。益雄はバンドマスターを経て吉本所属（東京吉本）の大スター、柳家三亀松（三味線漫談）の相三味線やピアノ伴奏を務める。この三味線も独学で習得したものだった。
母はレビュー一座・東京少女歌劇出身の女優、谷崎歳子である。のちに浅草の軽演劇の舞台に立ち、吉本興業に所属する。名喜劇女優として、当時同じく吉本にいた笠置シヅ子と共演したり、榎本健一とも映画で共演したりしているが、智恵美を身ごもるころより身体を壊し、一線から退いた。また、歳子は益雄と結婚する前に、別の男性との間に一女があり、その娘がチエミの生涯に大きな影を落とすことになる（後述）。

### メジャーデビューまで
“少女歌手・江利チエミ”のルーツは「生活を支えるため」であり、この点は美空ひばりとの相違である。ひばりはひばりの母親のなし得なかった「歌手になる」という夢と、自身も歌が好きで非常に巧かったということが合致し、マメ歌手の人生をスタートするが、豊かではないまでも実家は父が「魚増」という鮮魚店を営み、家計に困窮していたわけでは無かった。かたや智恵美は、師匠である柳家三亀松とのいわば喧嘩別れで失職した父、病床で寝たり起きたりの母、また3人の兄、これだけのものを背負っていた。長兄も陸軍士官学校出身で英語も堪能なエリートだったが、戦後の価値観の変化などで順調とは行かず、結局、父がマネージャー、長兄が付き人という3人4脚での芸能活動が、1949年（昭和24年）、12歳のころからスタートすることになった。
進駐軍のキャンプまわりの仕事をこなしていくうちに智恵美はドリス・デイの「アゲイン」などを習得し、ジャズ歌手への志向を高めていく。進駐軍のアイドルとなり、愛称は「エリー」となる。芸名の江利チエミはこの「エリー」から母が名づけた（以下、「チエミ」と記述）。特にチエミをかわいがってくれた進駐軍兵士ケネス・ボイドからその後の「運命の曲」となる「テネシーワルツ」のレコードをプレゼントされる。この曲を自分のデビュー曲と心に決めるも、レコード会社のオーディションにことごとく失敗する。なんとか最後の頼みの綱であるキングレコードにパスし、1952年（昭和27年）1月23日に自分の意志を貫き「テネシーワルツ/家へおいでよ」でレコードデビューを果たす。そのときチエミは15歳だった。しかし吹き込みは前年の11月だったため、キングレコードは「14歳の天才少女」というキャッチコピーを提案した。しかしこのとき「嘘をつくのは嫌だ!」と抗議。少女時代から自分の意志を通す一徹な部分を持った性格だった。なお、母はチエミのデビューを待たず1951年6月に他界している。同年、初主演映画の『猛獣使いの少女』に出演、「美空ひばり以来の天才少女」と呼ばれるようになる。

### 幅広いジャンルで活躍

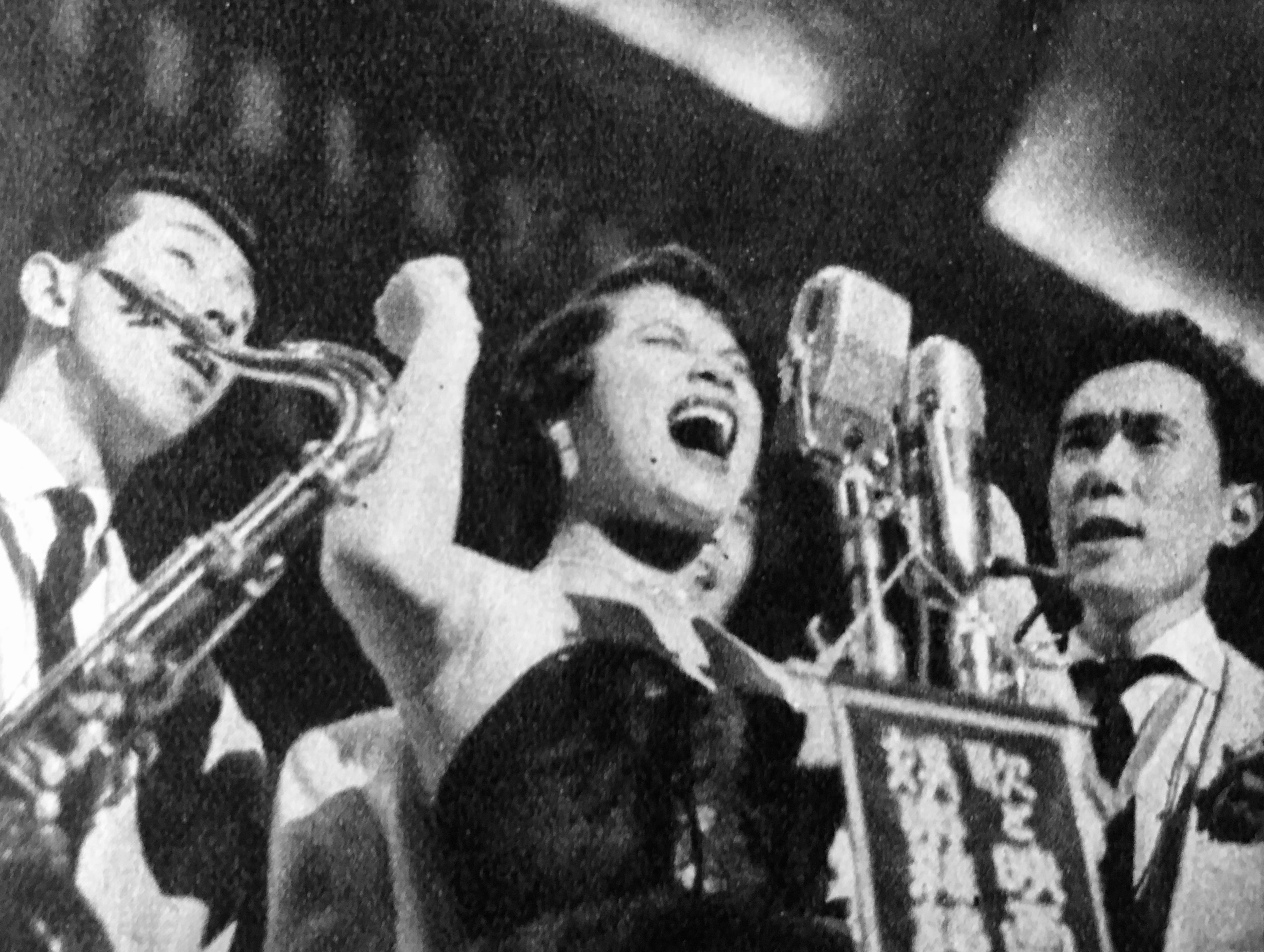
1954年10月3日の公演

メジャーデビューシングルの「テネシーワルツ」は23万枚、続く「ツゥー・ヤング」（トゥー・ヤング）も15万枚 の大ヒットとなった。クラシック音楽以外の全ての海外製ポピュラー音楽を総称して「ジャズ」と呼んだ当時、この大ヒットが、大規模の劇場や公会堂を使ったジャズ・コンサート（ジャズ・コン）ブームや、ジャズを放送で取り上げる民間放送の開局ラッシュと重なり、ジャズが全国へ広がるうえでの牽引役となる。
元々、チエミの興行権を握っていたのは吉本興業だった。若き日の永島達司はチエミの興行を打った会場で「山口組の三代目と吉本の林さんが怖そうな人と来てるから逃げてください」と忠告された。挨拶に行くと2人は「ウチのところでもやってくれ」と切り出してきた。後に『夢のワルツ』（講談社）の中で永島は、大物2人は文句を言おうと思ってきたが会場の客層を見て（キョードー東京の連中を）使った方が便利だと考えたんだろう、と語っている。
メジャーデビューの翌年、1953年（昭和28年）の春には、招かれてアメリカのキャピトル・レコードで「ゴメンナサイ / プリティ・アイド・ベイビー」を録音、ヒットチャートにランキングされるという日本人初の快挙を達成したとされる。ロサンゼルスなどでステージにも立ち絶賛を浴びる。帰路のハワイでも公演を成功させ、そこで合流したジャズ・ボーカル・グループ「デルタ・リズム・ボーイズ」と共に凱旋帰朝、ジョイント・コンサートを各地で開き、ジャズ・ボーカリスト・ナンバー1の地位を獲得する。
なお、チエミが渡米している間にライバルとなる雪村いづみがデビューする。帰国第一声は「雪村いづみって、どんな子?」だったという。しかもデビュー曲が自らカバーしようと準備していたテレサ・ブリュワー「想い出のワルツ」（原題: Till I Waltz Again with You）だったので心中おだやかではなかったが、スカートの丈が合わずシミーズが少し出た背の高い痩せぎすな少女・いづみが空港で出迎え、その屈託の無い可憐な姿にチエミの心は和み、やがて2人は終生の親友となった。
美空ひばり・雪村いづみとともに「三人娘」と呼ばれ、一世を風靡、『ジャンケン娘』（1955年）などの一連の映画で共演した。その頃からチエミは、日劇をホームグラウンドとして活躍、日劇の歴史で「歌手の名前がそのロングラン公演のタイトル」となったのは、1955年（昭和30年）4月26日 - 5月6日『チエミ海を渡る』がさきがけだった（チエミの日劇初出場はメジャーデビュー前の1951年（昭和26年）。1952年から1967年までリサイタルを開いた）。またTBS『チエミ大いに歌う』は、ワンマンショウスタイルのさきがけともなった歌番組（1965年4月 - 11月）であった。
映画の『サザエさん』シリーズ（1956年から全10作が作られた）もヒット。後にテレビドラマ（1965年 - 1967年）、舞台化もされ生涯の当たり役となる。東映作品『ちいさこべ』では京都市民映画祭で優秀助演女優賞を獲得、『ふんどし医者』など、自身主演の音楽娯楽映画（『唄祭りロマンス道中』（渥美清・共演）、『ジャズ娘誕生』（石原裕次郎・共演）、『チエミの婦人靴』など）以外にも数多く助演した。

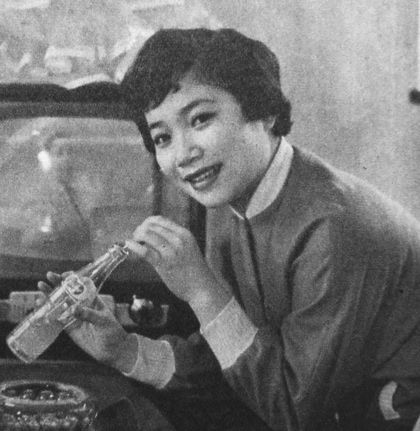
1955年

高倉健と。1960年

1959年（昭和34年）、ゲスト出演した東映映画での共演が縁で高倉健と結婚、家庭に入るものの、1960年（昭和35年）に本格的に復帰。高倉と結婚した3年後の1962年、チエミは妊娠し子供を授かるが重度の妊娠高血圧症候群（この当時は「妊娠中毒症」と呼ばれていた）を発症し、中絶を余儀なくされ子宝には恵まれなかった。
チエミの姉（異父姉）による横領事件（後述）などがあって、高倉に迷惑をかけてはならない、と1971年（昭和46年）にチエミ側から高倉に離婚を申し入れることに。チエミは数年かけて数億に及んだ借財と抵当にとられた実家などを取り戻す。
1963年（昭和38年）には日本におけるブロードウェイ・ミュージカル初演の東京宝塚劇場での『マイ・フェア・レディ』に主演しテアトロン賞（東京演劇記者会賞）、毎日演劇賞、ゴールデン・アロー賞（第1回大賞）などを受賞、またこれに遡る1961年（昭和36年）には「歌手としてはじめて」の舞台の1か月座長公演も梅田コマ『チエミのスター誕生』で果たし、舞台女優としても活躍した（翌1962年の新宿コマ『スター誕生』公演で芸術祭奨励賞受賞）。代表作には、『アニーよ銃をとれ』、『お染久松』（芸術祭奨励賞）、『芸者春駒』、『白狐の恋』（芸術祭優秀賞）、『春香伝』、『花木蘭』などがある。
新宿コマの座長公演は1962年（昭和37年）の『スター誕生』から1978年（昭和53年）の『サザエさん』まで続いた。松竹系の舞台でも、1978年（昭和53年）京都南座で音楽劇『二十四の瞳』に主演。助演した舞台にも東宝歌舞伎『沓掛時次郎』（長谷川一夫と共演）、コマ歌舞伎『春夏秋冬』（現：坂田藤十郎（4代目）、当時の中村扇雀と共演）があり、女優としても幅広い活躍を続けた。
テレビドラマも『チエミの瓦版太平記』、『咲子さんちょっと』、『あの妓ちゃん』、『黄色いトマト』、『ねぎぼうずの唄』、『はじめまして』、『赤帽かあちゃん』など多数の作品に主演。
その活動の範囲は、歌手・女優に留まらず、TBS『みんなで歌おう73 - 75』のメインパーソナリティなど司会業でも活躍。ほかクイズ番組では、NHK『連想ゲーム』の紅組2代目キャプテン、テレビ朝日『象印クイズヒントでピント』の女性軍初代キャプテンなど務めていた。
「エリー」「チーちゃん」という愛称が定着しているほか、親しい友人の間では「ノニ」というあだ名で呼ばれていた。杉良太郎や、雪村いづみが歌番組でチエミとの思い出を振り返って語るところによると、これはチエミが語尾に「のに」とつける口癖からつけられたという。
私生活の面では、3人の兄はチエミの存命中に2人が亡くなり、高倉健との間に授かった子供も重度の妊娠高血圧症候群から中絶を余儀なくされ、かわいがっていた甥の電車事故死、異父姉とのトラブル、そして離婚と、恵まれない部分も多かった。さらに1968年にはポリープによる声帯の手術、1970年1月21日には当時世田谷区瀬田（旧・玉川瀬田町）にあった邸宅を火災で焼失、1972年には日本航空351便ハイジャック事件に乗客として遭遇する（歌手・俳優の三田明も搭乗していた）等、芸能生活の華やかな栄光の陰で常に不幸もつきまとっていた。

### 異父姉の登場とそのトラブル
名古屋で家庭をもって暮らしていたY子は、さまざまな事情から母（チエミの実母・谷崎歳子）と幼くして生き別れになっていたが、ある日「スター歌手、江利チエミ」が自分の妹（異父妹）である事実を知った。Y子は「離婚して経済的に困窮している」と騙って家政婦・付き人としてチエミに近づき家に入り込み、身の回りの世話を手伝いながら徐々に信頼を得ていき、最終的にはチエミの実印を預かり経理を任されるまでになった。嫉妬心に駆られていたY子は、ここからチエミを陥れるべく犯罪的な行動をとり始めた。
Y子は高倉健とチエミのそれぞれについてでっちあげの誹謗中傷を吹聴、ふたりを別居に追い込み離婚への足がかりを作った。また実印を使ってチエミ名義の銀行預金を使い込み、高利貸しから多額の借金をし、不動産までも抵当に入れた。事件発覚後も容疑を否定し、女性週刊誌や婦人誌などで反論するとともに、チエミへの誹謗中傷や家庭内の暴露を展開。Y子はその後、失踪、自殺未遂騒動まで引き起こす。不遇な境遇の自分と「大スターの妹」との差に嫉妬した計画的な犯行だった。
チエミは「責任は自分でとる」と決意し、断腸の思いで異父姉を告訴した。そして、2億円とも4億円とも言われた動産の被害、不動産担保を地方営業などをこなしながら1人で完済した。

### 45歳で死去
1982年（昭和57年）2月13日午後、チエミが港区高輪の自宅マンションの高輪ヒルズの寝室で、上半身がベッドからはみ出た状態で吐いて倒れているのをマネージャーに発見され、既に呼吸・心音とも反応がなく死亡が確認された。45歳没。死因は、脳卒中と吐物が気管に詰まっての窒息（誤嚥）によるものだった。チエミの死は、数日前から風邪を引き体調が悪かったところにウイスキーの牛乳割りを呷り、加えて暖房をつけたまま風邪薬を飲んで寝入ったことが一因とも言われている。その前日は、一昨日に行われた熊本での和服商社主催のイベントを終え帰京したばかりで、チエミが亡くなった当日の夜には、北海道の帯広市にてステージの予定が入っていた。
あまりにも突然過ぎる死に、チエミの親友だった「三人娘」のひばりといづみ、他にも清川虹子や中村メイコらもショックを隠しきれずに号泣し、チエミの葬儀の席でも深い悲しみに暮れていた。同じく親友の杉も死の前年9月、杉が主演したドラマ『大江戸桜吹雪、八千両の舞』（日本テレビ）にチエミがゲスト出演していたことから、驚きを隠せなかったという。チエミの柩が玄関を出た2月16日は、奇しくも最期まで愛し続けていた高倉との結婚の際、花嫁衣装を着て実家の玄関を出たのと同じ日だった。その高倉もチエミの葬儀に姿を現さなかったものの、葬式当日に本名の「小田剛一」で供花を贈り、また会場の前で車を停めて手を合わせていたという。それから数週間後の3月3日、仕事関係者らによるチエミの音楽葬が行われた。
世を去る直前には、2月8日にホテルニュージャパン火災、翌2月9日に日航機羽田沖墜落事故という2つの大惨事が立て続けに発生していた。当時の報道・マスコミは両事故で特別報道態勢を敷いており、テレビ各局は混乱に陥っていたためチエミの急逝のニュースはその直後には小さな扱いとなり、数日後には改めて追悼番組や特集などが組まれた。
墓所は、東京都世田谷区瀬田一丁目にある浄土宗の法徳寺にある。

## NHK紅白歌合戦
年末恒例の『NHK紅白歌合戦』（NHK総合・ラジオ第1）へは、「三人娘」の中ではチエミが一番早く、1953年（第4回）に「ガイ・イズ・ア・ガイ」で初出場を果たす。1956年（第7回）では、雪村いづみが本番当日胃痙攣の為に出場辞退、急遽チエミがいづみの分も合わせて、出場者の印である赤い花を2つ胸に付けた。そして、自宅療養していたいづみからの「チー子がんばれ! テレビで観てる」との電報を読み上げたのち、「お転婆キキ」を熱唱した。
1963年・1964年（第14回・第15回）は、現役歌手としてはじめて紅組司会も担当した。1968年（第19回）には、当時の連続出場最多記録かつ史上最多出場記録となる16回目の紅白出場を達成したが、この1968年がチエミの生涯最後の紅白出演となった。
次の1969年（第20回）は、「紅白に出場して欲しい歌手」上位3名に入っていたにもかかわらず落選し、大きな話題となる。チエミの落選の理由は、前年までチエミは後半トップバッターを、島倉千代子は前半トリを、美空ひばりは紅組トリをそれぞれ務め、ベテラン歌手のバランスを保っていたが、この年の紅白ではひばりをトリから外し、紅組トリを新しい世代にバトンタッチする計画が浮上したことにあった。その場合、それまでトリを務めていたひばりは前半トリで歌い、それまで前半トリで歌っていた島倉を後半トップの位置にするのが妥当だと製作側は考え、それまで後半トップだったチエミが押し出される形になったことである。しかし、実際にはひばりは例年通り大トリを務め、島倉も前年までと同様に前半トリを務めた。
翌1970年（第21回）の紅白は当初2年ぶりの復帰出場が決まっていたが、チエミが自ら「ヒット曲がないから」「前年に比べて歌唱力は上達していません」などとの理由により、敢えて紅白への出場辞退を表明した（その後紅組の代替歌手として日吉ミミが初出場）。現役歌手で紅白出場が決まりながらも辞退したのはチエミが史上初めてのことであったが、この他越路吹雪らも同回以降紅白を辞退することになる。
その後も、1974年・1975年（第25回・第26回）には『酒場にて』が久々にヒット曲となったが、チエミは「もう紅白は卒業したので、一切登場は致しません」と、やはりNHKからの出演要請を頑なに拒んでいた。

## ディスコグラフィー
チエミの楽曲はジャズ・ポップスを皮切りに、民謡・歌謡曲・ミュージカルなど、ライバルの美空ひばりと同様に幅広いジャンルをこなす、レパートリーの多さも特長的だった。主に1950年代までのシングル曲の伴奏は、原信夫とシャープス・アンド・フラッツ、見砂直照と東京キューバン・ボーイズなどが担当している。特にシャープス・アンド・フラッツは、チエミのコンサートでの伴奏を1960年代前半まで一手に担当し、リーダーの原信夫とも、終始親交が深かった。

### シングル (SP)
1. テネシー・ワルツ／カモナマイハウス（家へおいでよ）（1952年1月 C-791、CL-101）
2. ツゥー・ヤング／ビビディ・ボビディ・ブー（1952年5月 C-806、CL-102）
3. サーカスの少女／情熱のトランペット（1952年6月 C-819）
4. 涙の母子鶴／ワンダフル娘（1952年9月 C-828）
5. サンパギタ／ふるさとのお母さん（1952年10月 C-845）
6. チャタヌギ・シュー・シャイン・ボーイ／ブルー・ムーン（1952年10月 CL-104）
7. アゲイン／プリティー・アイド・ベイビー（可愛い瞳）（1952年12月 CL-106）
8. サイレント・ナイト／ジングル・ベル（1952年12月 CL-110）
9. チエミの花売り娘／東京ワルツ（1953年1月 C-875）
10. ガイ・イズ・ア・ガイ／ティー・フォー・ツー（1953年2月 CL-111）
11. トランペット・ラグ／愉快なドラム（1953年3月 CL-899）
12. 鍛冶屋のブルース／シャンハイ（1953年4月 CL-114）
13. 歩いて帰ろう(Walkin' My Baby Back Home)／ユー・ビロング・ツー・ミー（1953年4月 CL-116）
14. 思い出のワルツ／サイド・バイ・サイド（1953年6月 CL-120）*これ以降、録音・原盤制作に米アンペックス製テープレコーダーが導入される。音質の大幅な向上と、多重録音による二重唱が可能に
15. 君呼ぶワルツ／ハウ・ハイ・ザ・ムーン（1953年9月 CL-133）
16. ジングル・ベル／ホワイト・クリスマス（1953年11月 CL-131）
17. ヴァイヤ・コン・ディオス／ペイパー・ムーン（1953年11月 CL-138）
18. Pretty-Eyed Baby / Gomenasai（1953年 米Federal 12140） *A面はChiemi Eri、B面はChiemi Eri And G. I. Joe名義
19. 君慕うワルツ（チェンジング・パートナー）／サニー・サイド(On The Sunny Side Of The Street)（1954年1月 CL-140）
20. アンナ／ジャンバラヤ（1954年3月 CL-146）
21. 心のワルツ／40杯のコーヒー（1954年6月 CL-150）
22. ウェディング・ベルが盗まれた／ムーチョ・ムーチョ（1954年7月 CL-157）
23. ウスクダラ／夢みるあの人（1954年8月 CL-160）
24. スコキアン／セ・シ・ボン（1954年12月 CL-163）
25. 嘆きのワルツ／パパはマンボがお好き（1955年3月 CL-165）
26. 裏町のお転婆娘／イスタンブール・マンボ（1955年6月 CL-171）
27. 恋人よわれに帰れ／踊ろよヘンリー(Dance with Me Henry)（1955年8月 CL-179）
28. ロック・アラウンド・ザ・クロック／スウィート・アンド・ジェントル（1955年11月 CL-182）
29. チャチャチャはすばらしい／旅情のボレロ（1955年11月 CL-186）
30. おてんばキキ／ババルー（1956年4月 CL-194）
31. ロック・アンド・ロール・ワルツ／ラヴ・ミー・オア・リーヴ・ミー（1956年8月 CL-196）
32. なつかしのリスボン／今日かぎり（1956年8月 CL-199）
33. テ・キェロ・ディヒステ／セプテンバー・ソング（1956年11月 CL-209）
34. グレンドーラ／誇り高き男（1956年11月 CL-213）
35. ママ、ダンスを教えてね／何時か何処かで（1957年1月 CL-215）
36. 雨降る町を（雨に歩けば）／やさしく愛して（1957年2月 CL-219）
37. バナナ・ボート・ソング／シンコ・ロブレス（1957年5月 CL-222）
38. 霧のロンドン・ブリッジ／マリアンヌ（1957年6月 CL-225）
39. 串かつソング（シシュ・カバブ）／バイ・バイ・ラヴ（1957年9月 CL-228）
40. ヤンミー・ヤンミー／キャリオカ（1958年1月 CL-234）
41. 月のなぎさ／スワニー（1958年3月 CL-238）
42. 恋のキッスは？／セントルイス・ブルース（1958年5月 CL-241）
43. 君は我が運命／虹のかなたに（1958年7月 CL-244） *「虹のかなたに」は、中村八大トリオ（中村八大、ジョージ川口、松本英彦）による伴奏。
44. さのさ／五木の子守唄（1958年11月 C-1667）
45. ハウスボートのラブ・ソング／ビン・バン・ボン（1959年2月 CL-16??）
46. 黒田節／おてもやん（1959年3月 C-1698）
47. 花の江戸ッ子娘／わたしゃ大島油売り（1960年1月 CL-17??）
48. 木遣くずし／八木節（1960年1月 C-1764）

### シングル (7インチ)
1. ロック・アンド・ロール・ワルツ／ラヴ・ミー・オア・リーヴ・ミー（1956年8月 EA-2）
2. なつかしのリスボン／今日かぎり（1956年8月 EA-3）
3. テ・キェロ・ディヒステ／セプテンバー・ソング（1956年11月 EA-5）
4. グレンドーラ／誇り高き男（1956年11月 EA-9）
5. ママ、ダンスを教えてね／何時か何処かで（1957年1月 EA-10）
6. 雨降る町を（雨に歩けば）／やさしく愛して（1957年2月 EA-12）
7. バナナ・ボート・ソング／シンコ・ロブレス（1957年5月 EA-16）
8. 霧のロンドン・ブリッジ／マリアンヌ（1957年6月 EA-18）
9. 串かつソング（シシュ・カバブ）／バイ・バイ・ラヴ（1957年9月 EA-20）
10. ヤンミー・ヤンミー／キャリオカ（1958年1月 EA-24）
11. 月のなぎさ／スワニー（1958年3月 EA-31）
12. 恋のキッスは？／セントルイス・ブルース（1958年5月 EA-37）
13. 君は我が運命／虹のかなたに（1958年7月 EA-44） *「虹のかなたに」は、中村八大トリオ（中村八大、ジョージ川口、松本英彦）による伴奏。
14. さのさ／五木の子守唄（1958年11月 EB-129）
15. ハウスボートのラブ・ソング／ビン・バン・ボン（1959年2月 EA-73）
16. 黒田節／おてもやん（1959年3月 EB-146）
17. 花の江戸ッ子娘／わたしゃ大島油売り（1960年1月 EB-264）
18. 木遣くずし／八木節（1960年1月 EB-266）
19. マリーナ／ある恋の物語（1960年7月 EA-111）
20. 奴さん／花笠踊り（1960年12月 EB-453）
21. 深川くずし／しののめ節（1960年12月 EB-454）
22. ネヴァー・オン・サンディ／ヴァイア・コン・ディオス（1961年2月 EB-7029）
23. あなたの自由に／君住む街角（1961年7月 EA-131）
24. ハワイのクリスマス／カリプソ・クリスマス（1961年10月 EB-7060）
25. テネシー・ワルツ／カモンナ・マイ・ハウス(1962年9月 EB-7143)
26. 東京さのさ娘／咲子さんちょっと（1962年10月 EB-800）
27. ジングルベル／サイレント・ナイト（1962年11月 EB-7131）
28. チエミの都々逸／田原坂（1963年1月 EB-808）
29. 常磐炭鉱節／斎太郎節（1963年1月 EB-809）
30. アンチェイン・マイ・ハート／ダニー・ボーイ（1963年3月 EB-7194）
31. 北九州音頭／北九州音頭（オーケストラ）（1963年5月 EB-889）
32. 涙のテネシー・ワルツ／スワニー（1963年5月 EB-7209）
33. 思い出のサンフランシスコ／わたしはダディのもの（1963年12月 EB-7250）
34. 大漁節／草津節（1964年1月 EB-1016）
35. 踊りあかそう／すてきじゃない（1964年3月 EB-7258）
36. 新妻に捧げる歌／空を帽子に（1964年3月 BS-1）
37. 母さんにさわってみたい／ないしょの話（1964年10月 BS-101）
38. ジングルベル／サイレント・ナイト（1964年10月 BS-7049）
39. おてもやん／三階節（1964年12月 BS-146 BS-146）
40. ショウほど素敵な商売はない／月光の子守唄（1964年12月 BS-7065）
41. チエミのドンパン節／佐渡おけさ（1965年4月 BS-186）
42. 夫と妻といとし子と／私たちの国（1965年6月 BS-249）
43. みれん／誰もいないとき（1965年9月 BS-313）
44. 飛んでみたい／泣きたい時に（1965年10月 BS-328）
45. 若者音頭／新さのさ（1966年1月 BS-364）
46. 雨女／はじめての街（1966年6月 BS-444）
47. しあわせすぎて／あゝ心にふるさとを（1966年9月 BS-484）
48. 私だけのあなた／指おり数えて（1967年2月 BS-578）
49. ゆきやまつむぎ／砂の城（1967年4月 BS-613）
50. ひとり泣く夜のワルツ／愛する人へ（1967年7月 BS-688）
51. ジングルベル／サイレント・ナイト（1967年10月 BS-7170）
52. 今宵このひととき／時計（エル・ロッホ）（1968年5月 BS-7176）
53. 口づけをかえして／さよならは一度でいいの（1968年9月 BS-894）
54. ただひとすじのブルース／京の雨（1969年3月 BS-960）
55. この雨に濡れて／炎のブルース（1969年8月 BS-1012）
56. さのさ／五木の子守唄（1969年9月 BS-1051）
57. 木遣くずし／八木節（1969年9月 BS-1052）
58. 奴さん／花笠踊り（1969年9月 BS-1055）
59. 深川くずし／しののめ節（1969年10月 BS-1070）
60. 涙と幸せ／あなたの噂（1969年12月 BS-1125）
61. 都々逸／田原坂（1970年2月 BS-1146）
62. 北九州音頭／北九州音頭（1970年4月 BS-1177）
63. 黒田節／おてもやん（1970年4月 BS-1179）
64. この道を／さよならはあなたから（1970年9月 BS-1263）
65. スワニー／テネシー・ワルツ（1971年2月 BS-1333）
66. ガイ・イズ・ア・ガイ／カモンナ・マイ・ハウス（1971年2月 BS-1334）
67. ヴァイア・コン・ディオス／虹のかなたに（1971年2月 BS-1335）
68. 旅立つ朝／明日に生きる女（1971年5月 BS-1384）
69. 雪山つむぎ／朝を待つ私（1972年2月 BS-1494）
70. チエミの河内音頭／さんさくずし（1972年6月 BS-1559）
71. 夢のカナリー島／雨のビバリーヒルズ（1972年11月 BS-1612）
72. 面影橋から／ひとり暮しの詩（1973年2月 BS-1641）
73. 新妻に捧げる歌／夫と妻といとし子と（1973年6月 BS-1701）
74. 歩こうよ／愛はひそかに（1973年7月 BS-1735）
75. 黒髪／デカンショ節（1974年1月 BS-1795）
76. 酒場にて／陽気なスージー（1974年9月 BS-1864）
77. 夜のカウンター／最後のグラス（1975年6月 BS-1937）
78. はじめまして／いつか見た夕映（1975年7月 BS-1943）
79. ひとり泣く夜のワルツ／さよならはあなたから（1976年3月 BS-2003）
80. ノスタルジア／緑の谷（1977年1月 GK-72）
81. わたしの人生／悲しみの道づれ（1977年8月 GK-128）
82. 夜ふかし気分／悪いくせだね（1978年1月 GK-159）
83. 新妻に捧げる歌／夫と妻といとし子と（1978年3月 GK-2026）
84. 酒場にて／ひとり泣く夜のワルツ（1978年3月 GK-2027）
85. さのさ／五木の子守唄（1978年4月 GK-2028）
86. 木遣くずし／八木節（1978年4月 GK-2029）
87. お人好し／人間っていいな（1978年6月 GK-221）
88. 奴さん／深川くずし（1979年1月 GK-2063）
89. バイバイ・ボーイ／私はピエロ（1979年6月 GK-318）
90. 恋の手ざわり／空中ぶらんこ（1980年9月 K07S-29）
91. 満ち潮／目の中の海（1982年3月・死後 EP-0137）

### アルバム
1. CHIEMI ERI SINGS POPS（1955年 J-LKE1） *アメリカ向け輸出盤
2. THE HIGH COLOUR CLUB "SUNDAY JAZZ CONCERT"（1956年 LKB-1）
3. チエミの民謡集（1958年11月 LKF-1011）
4. チエミのスタンダード・アルバム（1959年05月 LKF-1025）
5. チエミの民謡集第2集: 北から南から（1959年12月 LKF-1063）
6. チエミ ラテンを歌う（1960年08月 LKF-1101(Mono)/SKF-3(Stereo)）
7. チエミの民謡集第3集: チエミのムード民謡（1960年12月15日 LKF-1123(Mono)/SKF-11(Stereo)）
8. チエミのクリスマス（1961年10月30日 LKF-1183(Mono)/SKF-53(Stereo)）
9. チエミのムード歌曲（1961年10月20日 LKF-1185(Mono)/SKF-55(Stereo)）
10. チエミ・アンド・ザ・デルタ・リズム・ボーイズ（1961年04月20日 KC-14(Mono)/SKC-4(Stereo)）
11. チエミとカール・ジョーンズ（1961年10月 LKF-1149(Mono)/SKF-25(Stereo)）
12. クレイジー・リズム（1962年03月 LKF-1211(Mono)/SKF-64(Stereo)）
13. テネシーからさのさまで（1962年05月20日 KC-19(Mono)/SKC-9(Stereo)）
14. チエミの子守唄（1962年09月 LKF-1283(Mono)/SKF-129(Stereo)）
15. チエミの民謡ハイライツ（1962年11月 KC-24(Mono)/SKJ-1005(Stereo)）
16. チエミの民謡集第4集: チエミの都々逸（1962年11月20日 LKF-1311(Mono)/SKF-149(Stereo)）
17. チエミの民謡集第5集: 正調チエミ節（1964年01月05日 LKF-1372(Mono)/SKG-45(Stereo)）
18. チエミのショウタイム（1964年02月01日 SKJ-1044）
19. アニーよ銃をとれ（1964年12月01日 SKJ-1065）
20. チエミの民謡ハイライツ第2集（1965年01月15日 SKK-61）
21. 芸者音頭: チエミと歌えば（1966年02月01日 SKK-200）
22. チエミのすべてVol.1: テネシーから新さのさまで（1966年06月10日 KR-88）
23. チエミのすべてVol.2: チエミの民謡集（1966年06月10日 KR-89）
24. チエミ・ゴールデン・アルバム: チエミ・アット・ザ・コマ（1967年02月20日 SKR-6）
25. チエミ・デラックス／チエミは歌う（1968年02月 SKR-10）
26. チエミの民謡デラックス（1968年09月10日 SKD-6）
27. ベスト・オブ・チエミ（1969年 SKK-493）
28. チエミの民謡デラックス第2集（1969年06月01日 SKD-18）
29. ご存知！チエミ節: 唐獅子牡丹からさのさまで（1971年 SKW-13/4）
30. チエミの民謡ダブルデラックス（1971年 SKW-31/2）
31. テネシー・ワルツ: 江利チエミベスト・ポップス（1971年11月05日 SKD-88）
32. 江利チエミ・ベスト・アルバム（1971年 SKA-5）
33. チエミ・オン・ステージ（1972年 SKA-24）
34. チエミのニューポップス（1972年 SKA-33）
35. 江利チエミ・グランドショー（1973年 SKA-45）
36. 江利チエミ・ショー: 春香伝（1973年 SKD-183）
37. 黒髪（1974年 SKD-195）
38. チエミ・オリジナル（1974年 SKD-222）
39. 長い夜のひとりごと（1976年 SKA-136）
40. NICE TO MEET YOU!-CHIEMI ERI（1981年 K28A-136）
41. 30thアニバーサリー記念ライブ（1981年 K20A-155/6）
42. 江利チエミ大全集（1982年 K20A9066/70）
43. CHIEMI ERI & THE DELTA RHYTHM BOYS（1983年 K28A-381） *SKC-4の再発
44. CHIEMI SHOW TIME-MY FAIR LADY/CHIEMI AT THE KOMA（1983年 K28A-408）
45. チエミ・ポピュラー・ベスト・アルバム（1983年 K28A-475）
46. 江利チエミとカウント・ベイシー（1984年 K28A-469）

### ベスト・アルバム
1. 究極盤 江利チエミ 〜スーパーベスト〜 (2018年6月6日)
2. 江利チエミ ベストセレクション 2019 (2019年4月10日)
3. 決定版 2020 江利チエミ (2019年12月11日)
4. 甦る昭和歌謡 江利チエミ ベスト10 (2020年11月4日)
5. チエミ・オリジナル (2021年11月17日)
6. テネシー・ワルツ 〜江利チエミ ベスト・ポップス〜 (2021年11月17日)
7. 決定版 2022 江利チエミ (2021年12月8日)

### 作曲作品
さよならは一度でいいの（1968年）
作詞:水垣洋子 作曲:江利チエミ 編曲:森岡賢一郎

## 主な出演作品

### 映画
- 猛獣使いの少女（1952年・大映）
- 母子鶴（1952年・大映）
- 新やじきた道中（1952年・大映）
- 青春ジャズ娘（1953年・新東宝）
- 紅椿（1953年・大映）
- 陽気な探偵（1954年・東京映画）
- ハワイ珍道中（1954年・新東宝）
- ジャズ娘乾杯（1955年・宝塚映画）
- ジャンケン娘（1955年・東宝）

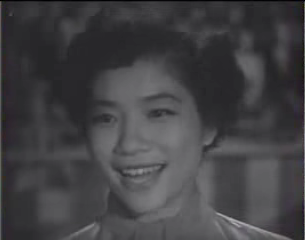
『猛獣使いの少女』より

- ジャズ・オン・パレード 1956年 裏町のお転婆娘（1956年・日活）
- チエミの初恋チャチャ娘（1956年・東宝）
- チエミの婦人靴（1956年・東宝）
- 大暴れチャチャ娘（1956年・東宝）
- 花笠太鼓（1956年・松竹）
- ロマンス娘（1956年・東宝）
- 力道山 男の魂（1956年・協同プロ）
- サザエさん（1956年・東宝）
- 恐怖の空中殺人（1956年・東映）
- 歌う不夜城（1957年・東宝）
- ジャズ娘誕生（1957年・日活）
- 続・サザエさん（1957年・東宝）
- 大当り三色娘（1957年・東宝）
- 森繁の僕は美容師（1957年・宝塚映画）
- 青春航路（1957年・宝塚映画）
- サザエさんの青春（1957年・東宝）
- ロマンス祭（1958年・宝塚映画）
- サザエさんの婚約旅行（1958年・宝塚映画）
- 希望の乙女（1958年・東映）
- サザエさんの結婚（1959年・東宝）
- サザエさんの新婚家庭（1959年・東宝）
- サザエさんの脱線奥様（1959年・宝塚映画）
- サザエさんの赤ちゃん誕生（1960年・宝塚映画）
- ふんどし医者（1960年・東宝）
- 唄祭ロマンス道中（1960年・東宝）
- サザエさんとエプロンおばさん（1960年・宝塚映画）
- 福の神 サザエさん一家（1961年・宝塚映画）
- ひばり・チエミの弥次喜多道中（1962年・東映）
- 銀座の恋の物語（1962年・日活）
- ちいさこべ（1962年・東映）
- 東京さのさ娘（1962年・松竹）
- ひばり・チエミのおしどり千両傘（1963年・東映）
- 咲子さんちょっと（1963年・松竹）
- スター誕生（1963年・松竹）
- この首一万石（1963年・東映）
- 独立美人隊（1963年・松竹）
- ニッポン珍商売（1963年・松竹）
- ど根性物語 銭の踊り（1964年・大映）
- ひばり・チエミ・いづみ 三人よれば（1964年・東宝）
- 昇り竜やわ肌開張（1969年・日活）
- 幕末（1970年・中村プロ）
- 喜劇 おめでたい奴（1971年・東宝）
- ちゃんばらグラフィティー 斬る!（1981年・東映）
- 巣立ちのとき 教育は死なず（1981年・翼プロ・長野プロ）

### ドラマ
- チエミのかわら版太平記（1959年、CX）※近畿地区はMBSへネットした。
- 咲子さんちょっと（1961年 - 1963年、TBS）
- サザエさん（1965年 - 1967年、TBS）
- ちょっとまってパパ（1967年 - 1968年、TBS）
- 銭形平次 第127話「おかめの涙」（1968年、CX）
- わたしはカモちゃん（1969年 - 1970年、CX）
- ザ・ガードマン 第287話「チエミのモーレツ女課長を殺せ!」（1970年、TBS）
- 徳川おんな絵巻 第9話「新入り女中大活躍」・第10話
- 「女と男の決斗」（1970年、KTV）
- ねぎぼうずの唄（1974年3月 - 8月、NET）
- ヨイショ（1974年6月 - 11月、TBS放映）
- はじめまして（1975/05/01 〜 1975/09/25：TBS）
- 悪女について（1978年、ANB）
- 桃太郎侍 （NTV）
  - 第76話「魚屋おちか出世噺」（1978年） -  おちか
  - 第98話「飛び立った雉の与之助」（1978年） -　おちか
- 吉宗評判記 暴れん坊将軍 （ANB）
  - 第47話「拳固で治す女医者」（1979年） - 君島志乃
  - 第54話「小判が好きな女医者」（1979年）
  - 第74話「江戸煩いを叩き出せ!」（1979年）
- 斬り捨て御免! 第3話「悪鬼が散らした無惨花」（1981年、12CH）
- 同心暁蘭之介 第18話「母子鳥いつの日」（1982年、CX）※死去の2日前（1982年2月11日）に放送され、結果的に自身最後のドラマ出演となった。

### その他の番組
- チエミ大いに歌う（1965年、TBS）冠番組
- チエミとともに（1967年、TBS）冠番組
- 連想ゲーム（1969年4月 - 1970年3月、NHK総合） - 2代目紅組キャプテン
- 奥さん!2時です（1970年 - 1972年、12CH） - 初代メイン司会
- 東芝アラカルトサロン・しあわせの味（1974年10月5日 - 1975年12月27日、日本テレビ） - 司会
- 象印クイズ ヒントでピント（1979年3月4日（第1回） - 6月17日（第16回）、テレビ朝日） - 初代女性軍1枠キャプテン
- ハッスル夫婦（1979年、TBS） - 司会

### 声の出演
- マペット・ショー（1981年、テレビ朝日系）
ロレッタ・リン（本人役で出演）の声でゲスト出演。

### CM
- 藤沢薬品工業 ノイビタ
- 石垣食品 フジミネラルむぎ茶

### NHK紅白歌合戦出場歴
| 年度/放送回               | 回 | 曲目                 | 出演順 | 対戦相手        | 備考 |
| ------------------------- | -- | -------------------- | ------ | --------------- | ---- |
| 1953年（昭和28年）/第4回  | 初 | ガイ・イズ・ア・ガイ | 04/17  | 近江俊郎        |      |
| 1954年（昭和29年）/第5回  | 2  | ウスクダラ           | 03/15  | 浜口庫之助      |      |
| 1955年（昭和30年）/第6回  | 3  | 裏町のお転婆娘       | 13/16  | 芦野宏          |      |
| 1956年（昭和31年）/第7回  | 4  | お転婆キキ           | 09/24  | 三橋美智也      |      |
| 1957年（昭和32年）/第8回  | 5  | ヤムミー・ヤムミー   | 10/25  | 芦野宏(2)       |      |
| 1958年（昭和33年）/第9回  | 6  | さのさ節             | 08/25  | フランキー堺    |      |
| 1959年（昭和34年）/第10回 | 7  | 八木節               | 14/25  | フランキー堺(2) |      |
| 1960年（昭和35年）/第11回 | 8  | ソーラン節           | 15/27  | 森繁久彌        |      |
| 1961年（昭和36年）/第12回 | 9  | スワニー             | 13/25  | 三橋美智也(2)   |      |
| 1962年（昭和37年）/第13回 | 10 | 虹のかなたに         | 14/25  | 橋幸夫          |      |
| 1963年（昭和38年）/第14回 | 11 | 踊り明かそう         | 09/25  | 立川澄人        |      |
| 1964年（昭和39年）/第15回 | 12 | 木曽節               | 14/25  | 三橋美智也(3)   |      |
| 1965年（昭和40年）/第16回 | 13 | 芸者音頭             | 16/25  | 三波春夫        |      |
| 1966年（昭和41年）/第17回 | 14 | 私だけのあなた       | 13/25  | 橋幸夫(2)       |      |
| 1967年（昭和42年）/第18回 | 15 | ひとり泣く夜のワルツ | 13/23  | 西郷輝彦        |      |
| 1968年（昭和43年）/第19回 | 16 | 八木節(2回目)        | 13/23  | 北島三郎        |      |

- 対戦相手の歌手名の()内の数字はその歌手との対戦回数、備考のトリ等の次にある()はトリ等を務めた回数を表す。
- 曲名の後の（○回目）は紅白で披露された回数を表す。
- 出演順は「（出演順）／（出場者数）」で表す。

### NHKみんなのうた出演歴
| 曲名            | 放送期間                    | コーラス         | 再放送                      | 備考                                           |
| --------------- | --------------------------- | ---------------- | --------------------------- | ---------------------------------------------- |
| ほんに うらうら | 1970年（昭和45年）4月 - 5月 | ひばり児童合唱団 | 2015年（平成27年）4月 - 5月 | 「お国めぐりシリーズ」第7作 再放送はラジオのみ |

## 再評価

### CDアルバム
- KING RE-JAZZ SWING: CHIEMI SINGS
江利チエミ（歌）／土岐麻子（選曲）2006年（平成18年）発売 20曲収録

### 江利チエミ役を演じた女優
- 松居直美（『美空ひばり物語』 1989年）
- 島田歌穂（『テネシー・ワルツ -江利チエミ物語-』 2005年 - 2007年）

## 関連書籍
- 久留見幸守『江利チエミ』花形スター全集 太平洋文庫、1955
- 藤原佑好『江利チエミ波乱の生涯/テネシー・ワルツが聴こえる』五月書房、2000.10
- 藤原佑好『江利チエミ物語 テネシー・ワルツが聴こえる』長崎出版、2006.8
- 小林秀雄「江利チエミの声」-『小林秀雄全作品 24 (考えるヒント 下)』新潮社、2004.9